# Särkisaari (ö i Birkaland, Tammerfors, lat 61,85, long 23,81)
Särkisaari är en ö i Finland. Den ligger i sjön Vankavesi och i kommunen Ylöjärvi i den ekonomiska regionen Tammerfors och landskapet Birkaland, i den södra delen av landet, 200 km norr om huvudstaden Helsingfors. Öns area är 1,8 hektar och dess största längd är 280 meter i nord-sydlig riktning.